# سبیل نعل‌اسبی
سبیل نعل اسبی نوعی مدل سبیل است.در این نوع مدل، سبیل کاملاً روی لب ها را پوشانده و از گوشه های لب به طور عمودی و رو به پایین امتداد می‌یابد.شکل این نوع سبیل مانند حرف «U» انگلیسی به شکل برعکس و همچنین به شکل نعل اسب است.سبیل نعل اسبی در میان شخصیت‌های ورزش و هنرمندان بسیار محبوب است.مردان غربی نیز به این نوع مدل سبیل علاقه‌مند هستند.از افراد مشهوری که سبیلشان نعل اسبی است می توان به هالک هوگان اشاره کرد.

## نگارخانه

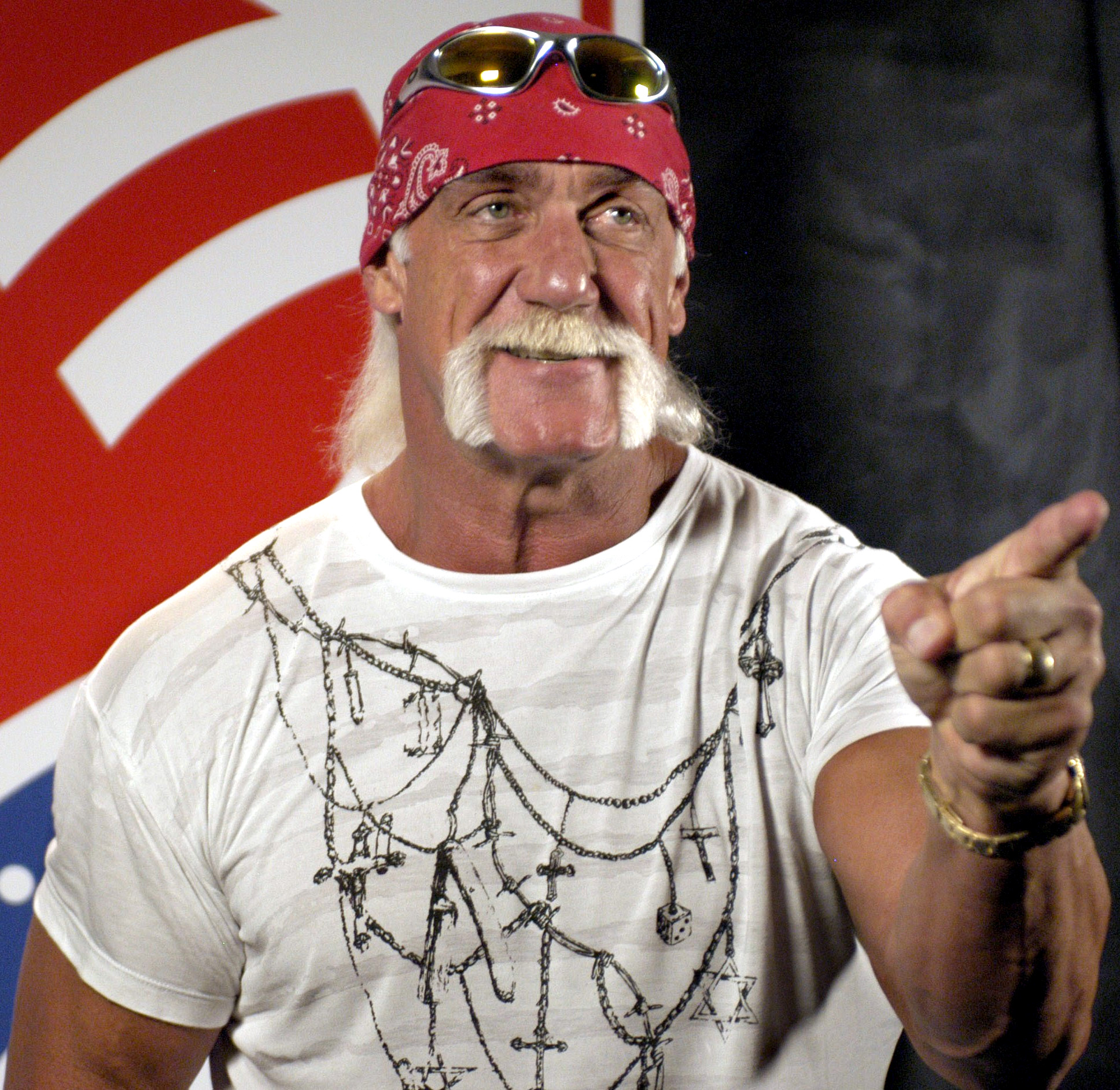
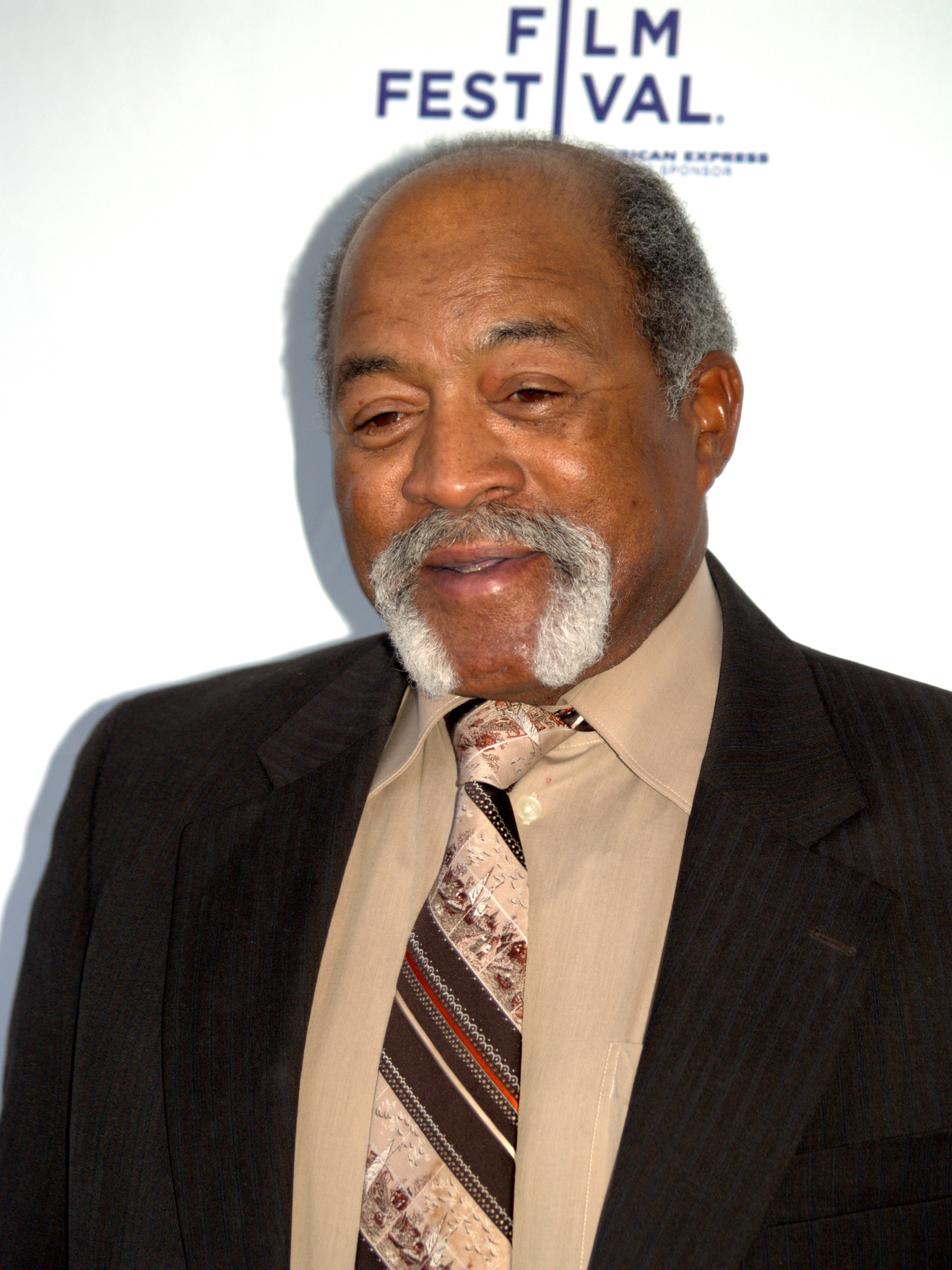
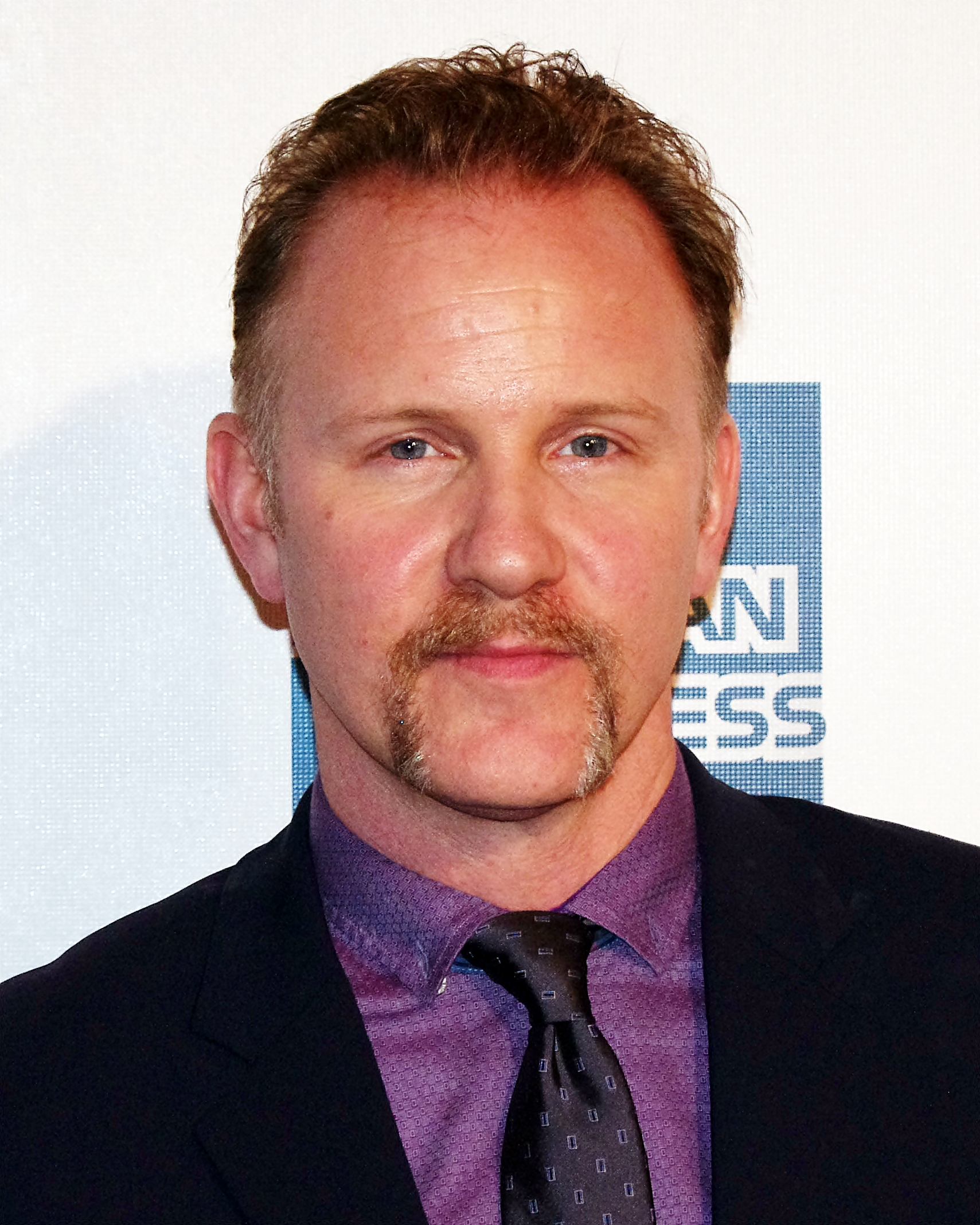
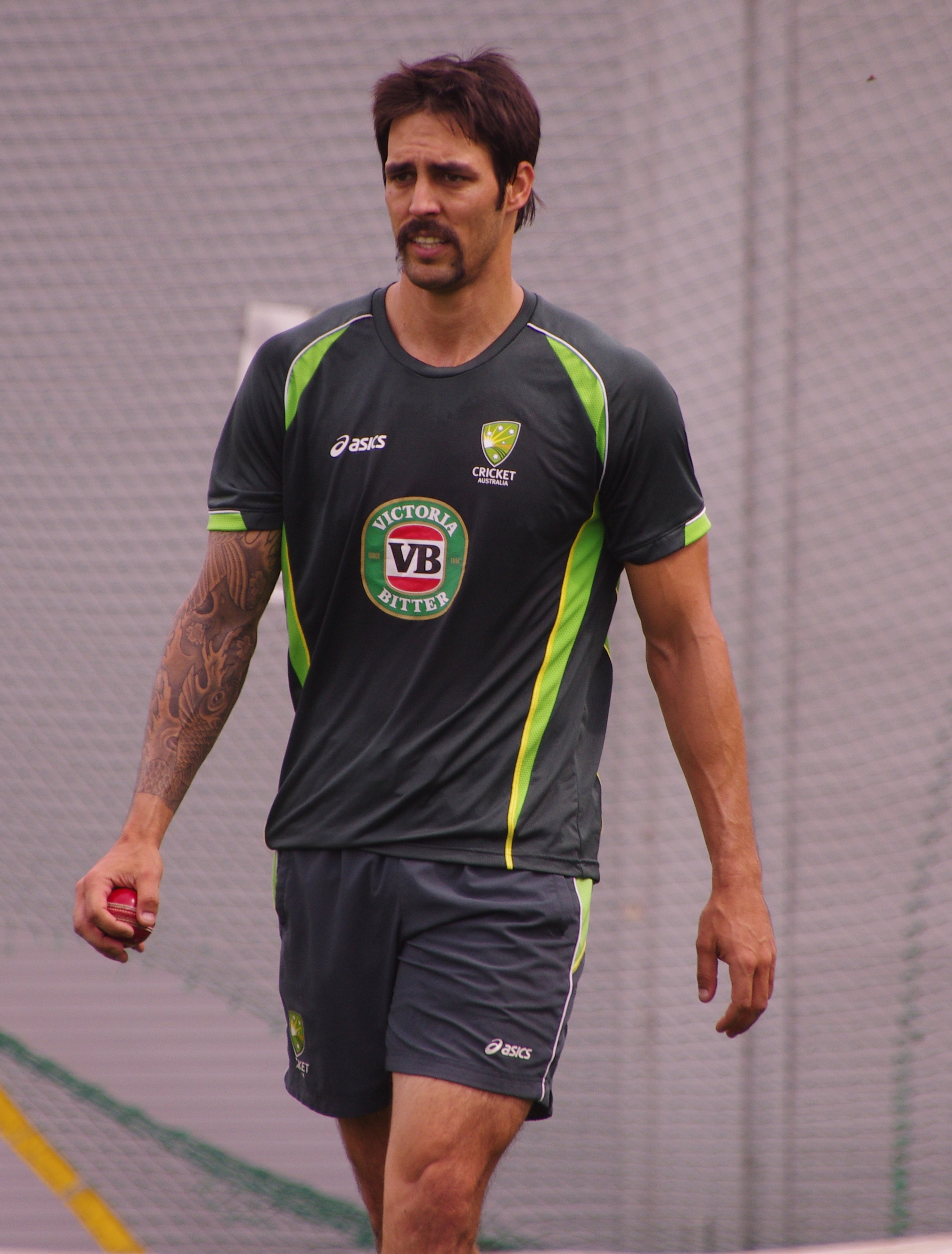
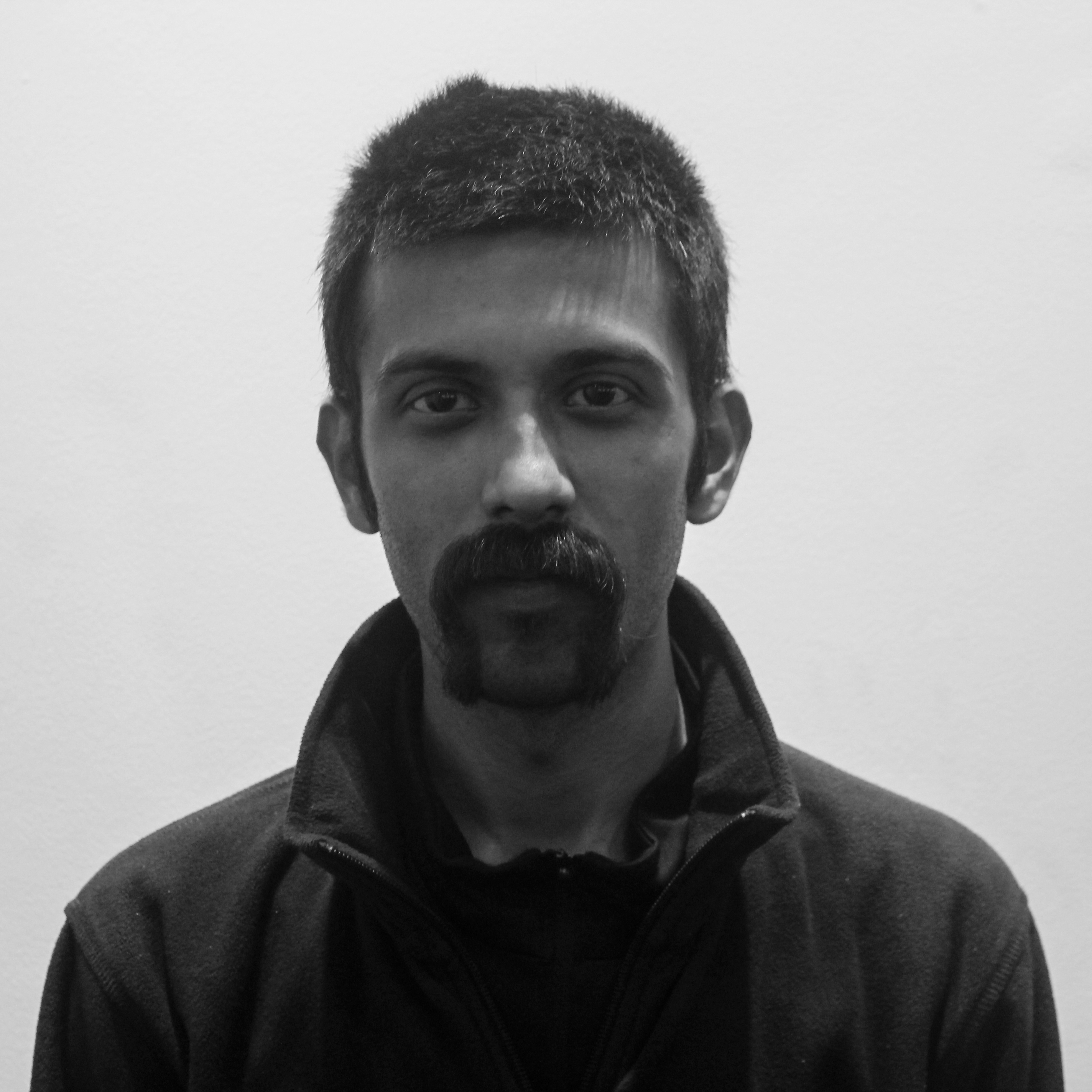